# Judy Rebick
Judy Rebick (née le 15 août 1945 à Reno) est une journaliste canadienne d'origine américaine, militante politique et féministe.

## Biographie
Née aux États-Unis, Rebick arrive à Toronto à l'âge de 9 ans.
En 1983, un homme attaque Henry Morgentaler avec des cisailles de jardin à l'extérieur de sa clinique d'avortement à Toronto. Rebick bloque l'attaque, et Morgentaler est indemne. Augusto Da Silva Dantas est accusé d'agression et de possession d'arme dangereuse à la paix publique,,.
Rebick obtient une notoriété nationale en tant que présidente du Comité national d'action sur le statut de la femme de 1990 à 1993. Elle co-anime un débat télévisé aux heures de grandes écoutes intitulé Face à Face sur les ondes de CBC Newsworld de 1994 à 1998, puis un débat entre femmes intitulé Straight From the Hip, jusqu'en 2000. Elle anime régulièrement l'émission Sunday Report sur la chaîne CBC  et sur CBC Radio. Elle est également chroniqueuse de Elm Street, du London Free Press, et de la CBC Online.
En 2001, elle contribue au lancement de rabble.ca, un site multimédia indépendant d'information et de discussion, avec Mark Surman, Judy MacDonald et le Centre canadien de politiques alternatives. Rebick est éditrice de rabble.ca de 2001 à 2005.
Avec Jim Stanford, Svend Robinson et Libby Davies, elle dirige New Politics Initiative, un mouvement qui travaille à la fois à l'intérieur et à l'extérieur du Nouveau Parti démocratique afin de se recentrer comme un parti militant. La plate-forme NPI's est rejetée en 2001 à la convention NPD de Winnipeg. En 2003, elle initie la perte de vitesse de la NPI, affirmant que nombre de ses idéaux ont été adoptés par le nouveau chef de parti de Jack Layton.
Elle rejoint le Nouveau Parti démocratique de l'Ontario, au milieu des années 1980, dans un groupe interne appelé « Campagne pour un parti  militant ». Bien que la CAP suscite un important soutien populaire, elle provoque  l'opposition de l'establishment du parti, dont notamment le leader du parti Bob Rae, et échoue. Rebick perd son pari de devenir présidente du parti, elle perd contre Gillian Sandeman, par 818 voix contre 361. Rebick travaille également pour La Société Canadienne de l'ouïe pendant les années 1970 et 1980 en tant que directrice des projets spéciaux.
En 2005, elle publie Dix Mille Roses: La réalisation d'une Révolution Féministe, qui décrit les mouvements féministes au Canada des années 1960 aux années 1990. Elle publie aussi Transforming Power: From the Personal to the Political (2009).  De 2002 à 2011, elle accomplit trois mandats consécutifs sur la chaire justice sociale et démocratie à l'Université Ryerson à Toronto.
Rebick, qui est juive, prend part aux manifestations contre les actions militaires de l'État d'Israël en 2009: le conflit à Gaza.
Après la fin du sommet du G20 à Toronto en juin 2010, Rebick suggère que la police n'a pas bien su gérer le problème des manifestants du Black Bloc, qui ont causé des dommages à la propriété : « ils auraient pu procéder à l'arrestation des Black Bloc au début, avant qu'ils aient une chance de faire partie de la foule, et c'est ce qu'ils n'ont pas fait. ».
Rebick visite les campements occupés, commençant  par le campement de Zuccotti à New York le 16 octobre, après que le mouvement a connu une croissance exponentielle, et les campements établis dans des villes à travers les États-Unis et le Canada. Elle commence à promouvoir le mouvement Occupy sur Rabble.ca et ailleurs. En mars 2012, son livre Occupy This est publié par Penguin Canada,.